# Peter Gajdoš

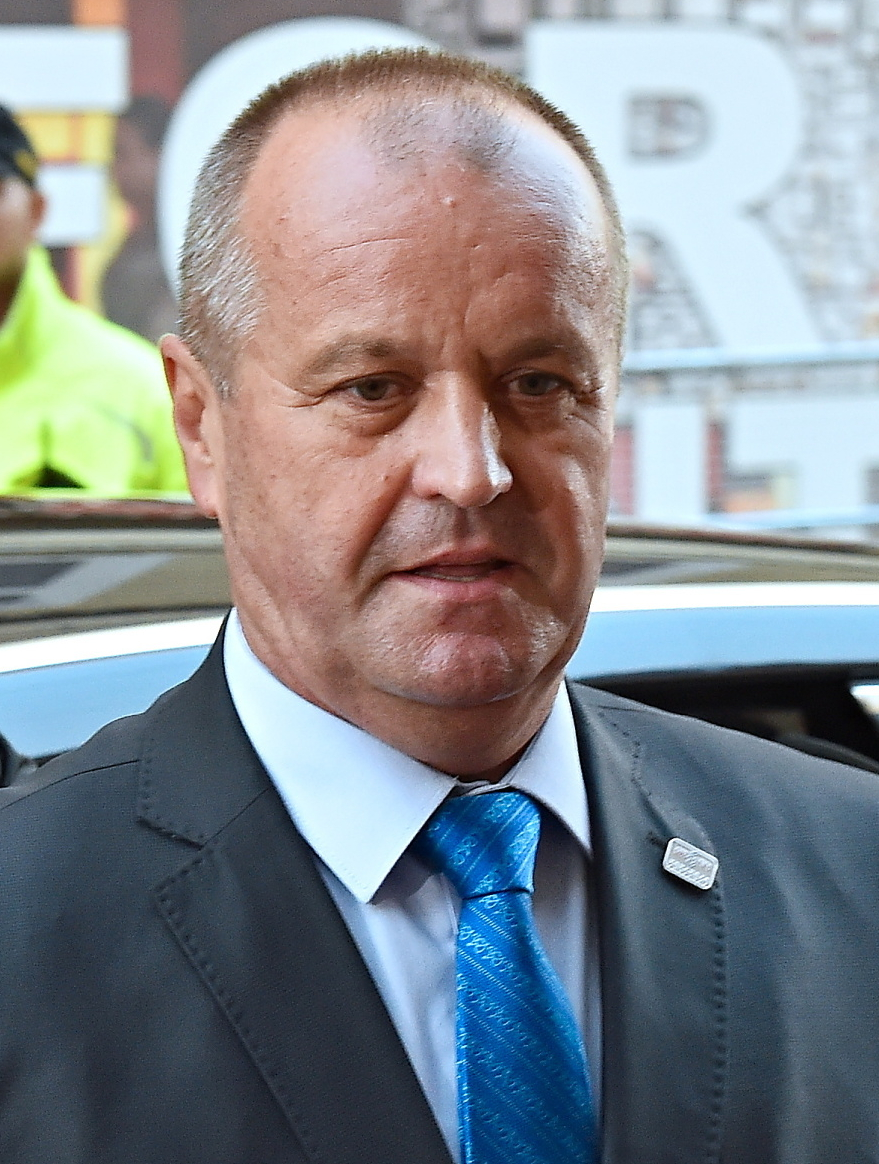
Peter Gajdoš (2016)

Peter Gajdoš (* 9. April 1959 in Nitra) ist ein slowakischer Politiker. 

## Leben
Gajdoš absolvierte 1978 die Militärschule Jan Žižka in Banská Bystrica und schlug danach eine Karriere bei den Streitkräften der Tschechoslowakei ein. Seine letzte militärische Funktion in der tschechoslowakischen Armee war der eines Regiment-Kommandeurs des 10. Panzerregiments in Martin. Von 1995 bis 1998 war er der persönliche Sekretär des Verteidigungsministers in Bratislava. Zudem besuchte er diverse Lehrgänge an ausländischen Instituten, so zum Beispiel 1990 die russische Frunse-Militärakademie oder zuletzt, im Jahr 2002, das Royal College of Defence Studies im Vereinigten Königreich. Von 2013 bis 2016 war er schließlich Generalstabschef des slowakischen Heeres.
Gajdoš wurde durch einen Vorschlag der SNS als Parteiloser Verteidigungsminister in der dritten Fico-Regierung, die nach den Wahlen von 2016 am 4. 5. März 2016 gebildet wurde. In seinem Amt strebt er eine grundlegende Modernisierung der Streitkräfte an.